# Титан IIIB
Титан IIIB (на английски: Titan IIIB) е американска течногоривна тристепенна ракета-носител. Втора ракета-носител от подсемейството Титан III.

## Предназначение
Титан IIIB е проектирана на базата на ракетите Титан II и Титан IIIA. Произвеждана е в 4 различни версии – 23B, 24B, 33B, 34B с малки различия помежду си. Основната разлика с Титан IIIA е третата степен на ракетата. Там като ускорителен блок вместо Транстейдж е използван Аджена (на английски: RM-81 Agena). Тази конфигурация е използвана за извеждане на серия от сателити KH-8 Gambit за събиране на разузнавателна информация. Те са изстреляни от авиобазата Ванденберг, Калифорния, на юг над Тихия океан в полярни орбити. Масата на сателитите е около 3000 кг. Между юли 1966 и февруари 1987 г. са осъществени 68 изстрелвания, от които 62 успешни.

## Спецификация

### Първа степен
- Двигатели: 2 x LR87-AJ-5
- Тяга: 1913 kN
- Специфичен импулс: 258 секунди
- Време за работа: 147 секунди
- Гориво: аерозин 50
- Окислител: диазотен тетраоксид

### Втора степен
- Двигател: LR91-AJ-5
- Тяга: 445 kN
- Специфичен импулс: 316 секунди
- Време за работа: 205 секунди
- Гориво: аерозин 50
- Окислител: диазотен тетраоксид

### Трета степен –Аджена
- Двигател: Bell XLR81-BA-9
- Тяга: 71,1 kN
- Специфичен импулс: 311 секунди
- Време за работа: 240 секунди
- Гориво: аерозин 50
- Окислител: диазотен тетраоксид